# ماتیلده اورتیس
ماتیلده اورتیس (اسپانیایی: Matilde Ortiz‎؛ زادهٔ ۱۶ سپتامبر ۱۹۹۰) بازیکن واترپلو اهل اسپانیا است.